# Antonius der Große

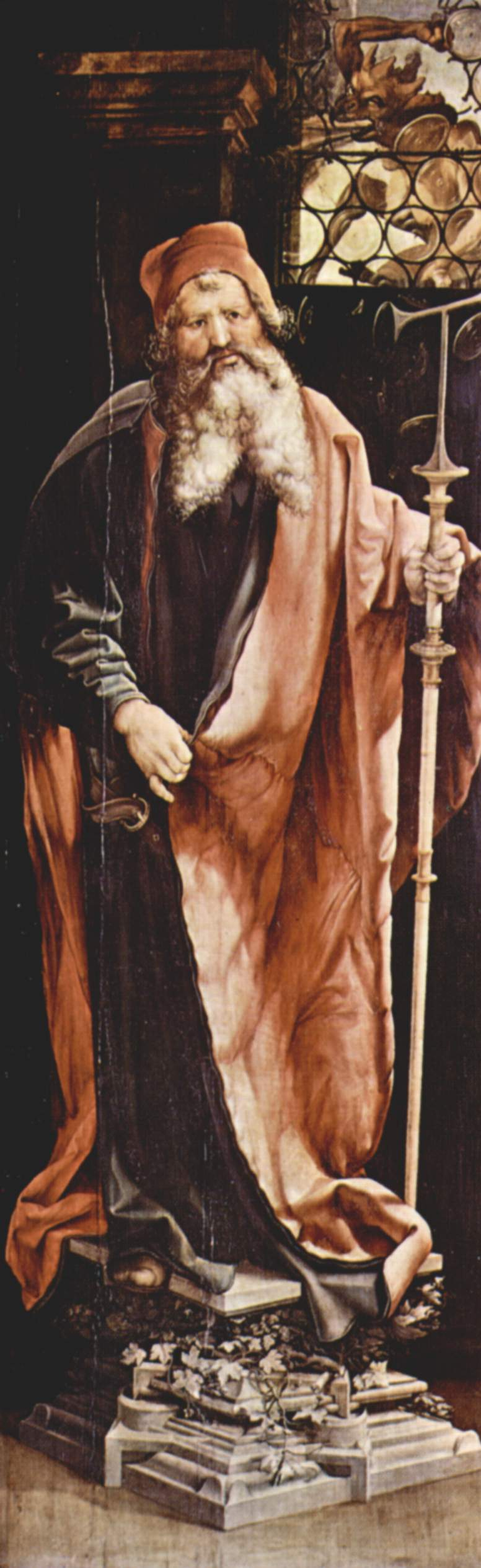
Der heilige Antonius, Seitenflügel des ersten Schaubilds des Isenheimer Altars

Antonius der Große (* angeblich 251; † 356) war ein christlicher ägyptischer Mönch, Asket, Anachoret und Einsiedler. Er wird auch Antonius der Einsiedler, Antonius Eremita, Antonius Abbas (St. Antonius Abt) oder Antonius von Koma genannt. Er wird oft als „Vater der Mönche“ bezeichnet und ist der bekannteste und vermutlich erste Wüstenvater.

## Das Leben des heiligen Antonius

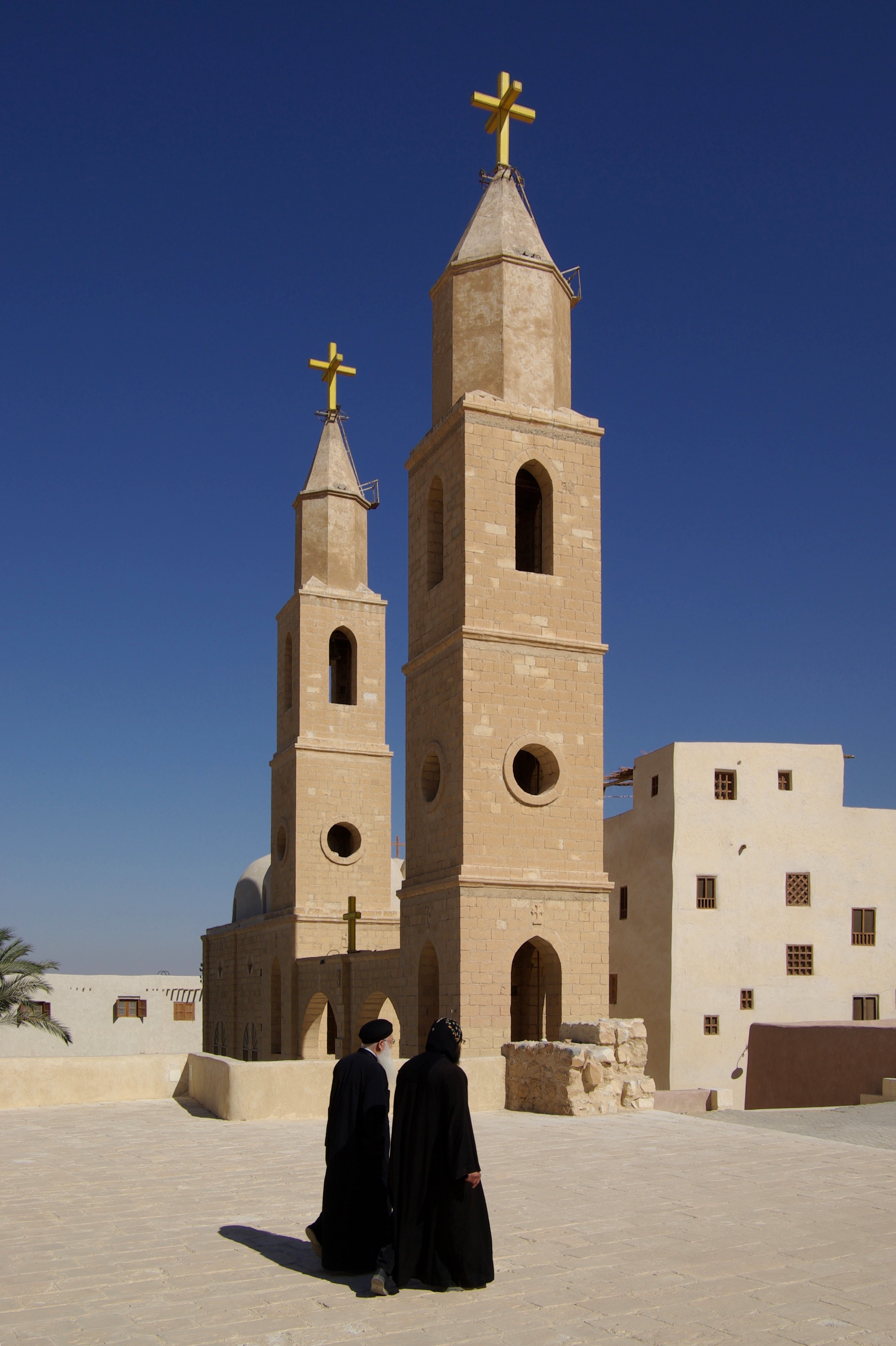
Antoniuskloster in Ägypten

Das Leben des Antonius ist vor allem in der um 360 niedergeschriebenen Vita Antonii des Athanasius (um 300–373), des Bischofs von Alexandria, überliefert. Sein Tod wird in der von Hieronymus fortgesetzten Chronik des Eusebius von Caesarea für das Jahr 356 verzeichnet. Da er gemäß der Vita Antonii rund 105 Jahre alt wurde, wird sein Geburtsjahr meist in das Jahr 251 gesetzt. Antonius wurde nach der späteren Überlieferung bei Sozomenos im Dorf Koma (heute Qiman al-'Arûs im Gouvernement al-Fayyum) nahe dem mittelägyptischen Herakleopolis Magna als Sohn wohlhabender christlicher Bauern geboren. Als er etwa zwanzig Jahre alt war, starben seine Eltern. In der Kirche hörte er das Bibelwort: „Wenn du vollkommen sein willst, geh, verkauf deinen Besitz und gib ihn den Armen; und du wirst einen Schatz im Himmel haben; und komm, folge mir nach!“ (Mt 19,21 ) Nachdem er seinen gesamten Besitz aufgegeben und seine jüngere Schwester in die Obhut einer Gemeinschaft christlicher Jungfrauen gegeben hatte, zog er sich als Eremit in die Einsamkeit zurück, zuerst in eine Hütte in der Nähe seines Dorfes, später in eine alte Grabkammer. Allerdings hat er nicht sein gesamtes Eigentum aufgegeben: fünf Kilometer südlich von Qiman el-ʿArūs gibt es noch heute ein 52 Feddan, knapp 22 Hektar großes Grundstück, das zum Kloster des Antonius gehört und als heilig angesehen wird.
Aus diesem Grundbesitz versorgte ihn ein Freund mit Nahrung und fand ihn eines Tages bewusstlos in der Grabkammer und brachte ihn in die Kirche. Nach seiner Genesung ging Antonius wieder zurück in das Grab (wahrscheinlich in der Nekropole von Meidum); später zog er weiter in ein verlassenes Kastell am östlichen Nilufer, wo er sich einschloss und angeblich 20 Jahre lang lebte. Als seine Anhänger die Tür aufbrachen, fanden sie Antonius unversehrt und bei guter körperlicher und geistiger Gesundheit vor. Um dem Andrang der Besucher zu entgehen, zog er sich in die arabische Wüste zurück, wo er seine letzten Lebensjahrzehnte am Berg Kolzim oberhalb des heutigen Ortes Zafarana in Sichtweite des Golfs von Suez verbrachte, und starb dort im Jahr 356 nach einem langen asketischen Leben. Seine Grabstätte blieb auf eigenen Wunsch unbekannt.
Im Jahr 561 wurde das angebliche Grab mit Hilfe kaum glaubwürdiger Wunder gefunden und die Reliquien wurden nach Alexandria gebracht, von wo sie wegen der arabischen Eroberung Ägyptens um 635 nach Konstantinopel überführt wurden. Im 11. Jahrhundert gelangte der größte Teil der Reliquien in die französische Kirche von La-motte-aux-bois, heute Saint-Antoine-l’Abbaye. Die Meldung, dass die Reliquien 1491 schließlich in die Kirche Saint-Julien nach Arles gebracht wurden, wurde durch Adalbert Mischlewski widerlegt.
Die Mönche des Antoniusklosters in Ägypten sind dagegen davon überzeugt, dass sich die sterblichen Überreste ihres Heiligen immer noch dort befinden, wo er ursprünglich bestattet wurde.
Während seines langen Wüstenaufenthalts wurde Antonius immer wieder von quälenden Visionen heimgesucht. Der Teufel soll ihm in verschiedener Gestalt erschienen sein, um ihn von seinem asketischen Leben abzubringen. Ob Antonius, wie Athanasius berichtet, tatsächlich seine Einsiedelei verließ und Reisen nach Alexandria unternahm, um den Märtyrern beizustehen oder bei den arianischen Streitigkeiten einzugreifen, ist historisch nicht nachgewiesen. Antonius wurde wegen seines energischen Widerstandes gegen die ihm auferlegten Versuchungen als Mann Gottes (theios aner) verehrt. Zahlreiche Verehrer, die ihn in der Wüste in seiner Einsiedelei aufsuchten, beeindruckte er durch Wunderheilungen und Dämonenaustreibungen.

## Schriftliche Überlieferungen
Dem laut Athanasius angeblich ungebildeten Antonius werden verschiedene schriftliche Überlieferungen zugeordnet. Insgesamt werden Antonius zwanzig überlieferte Briefe zugeschrieben. Die von Hieronymus (347–420) im 88. Kapitel seiner Sammlung von 135 Kurzbiografien De viris illustribus bezeugten sieben koptischen Briefe des Antonius in griechischer Übersetzung an Mitbrüder und Klöster zeigen einen philosophisch und theologisch gebildeten, von Origenes’ biblischer Theologie beeinflussten Kenner platonischer und gnostischer Tradition. Sie gelten als echt, hatten Wirkung auf Evagrius Ponticus, Johannes Cassianus, Makarios den Ägypter und Dorotheus von Gaza und sind vollständig in Georgisch überliefert. Auch der Brief Über die aufrichtige Reue an Abt Theodor und seine Mönche scheint echt zu sein. Nach Athanasius soll Antonius mit Kaiser Konstantin und dessen Söhnen im Schriftwechsel gestanden haben, wofür es aber ansonsten keine Belege gibt. Auch die unter seinem Namen überlieferte Regel des Antonius gibt vermutlich eher die Ansicht eines Teiles seiner Schüler und Verehrer wieder. Ein zentrales Thema der Antoniusregel ist die Abkehr des Mönches von leiblichen und weltlichen Begierden: „Töte dich täglich selbst ab.“
Eine andere Schriftquelle sind die Apophthegmata Patrum, die Worte der Altväter: Dort sind 38 Vätersprüche des heiligen Antonius überliefert. Die Frage nach der Authentizität dieser Überlieferung aus dem 4. oder 5. Jahrhundert bleibt offen. Bezeichnend für den Mönch Antonius ist seine Geistesgabe der Unterscheidung im Dienste von Tugend und Keuschheit. „Wer in der Wüste sitzt und der Herzensruhe pflegt, ist drei Kämpfen entrissen: dem Hören, dem Sehen, dem Reden. Er hat nur noch einen Kampf zu führen: den gegen die Unreinheit!“
In der Philokalia ist mit Nennung des Verfassers („unseres Vaters unter den Heiligen, Antonius’ des Großen“) eine Zusammenstellung von 170 Anweisungen über die Gesinnung der Menschen und die rechtschaffene Lebensweise überliefert. Trotz mancher inhaltlicher Anklänge an Antonius–Texte und Athanasius’ Biographie gilt sie als nicht authentisch, sondern als popularphilosophisches Werk eines stoischen Philosophen.

## Bedeutung und Wirkung

### Kirchengeschichte

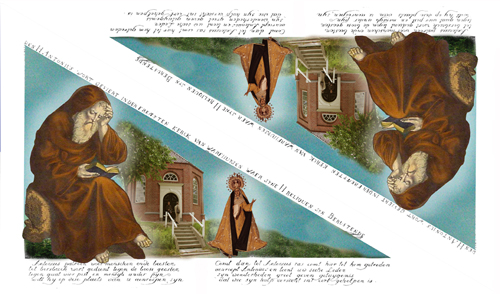
Wallfahrtwimpel aus der Eremitenkirche in Warfhuizen

Wappen von Sundern-Allendorf

Antonius gilt als Begründer des christlichen Mönchtums. Er gründete (vielleicht um 305, während der diokletianischen Christenverfolgungen) die ersten Gemeinschaften christlicher Anachoreten, mehr oder weniger lose Zusammenschlüsse von getrennt lebenden Einsiedlern. Dagegen entstanden durch die Initiative des Pachomios (ca. 292–346), eines jüngeren ägyptischen Eremiten, um 320–325 die ersten christlichen Klöster, in denen die Mönche gemeinsam als Koinobiten lebten und arbeiteten.
Die Entstehung des christlichen Mönchtums fällt nicht zufällig mit den Christenverfolgungen von 303 bis 311 unter Diokletian und seinen Nachfolgern zusammen, als viele verfolgte Christen in die Wüste flüchteten, um am Ende der Verfolgungszeit, während der sogenannten konstantinischen Wende (311–313), festzustellen, dass sie bei ihrer Rückkehr von ihrer Familie und ihren Glaubensbrüdern als Feiglinge und Verräter beschimpft wurden. „Fliehe den Bischof und die Frau“ war deshalb die Losung dieser Mönche. Sie vertraten nach dem Ende der Zeit der Verfolgungen die Auffassung eines unblutigen Martyriums, das nicht auf den Hinrichtungsstätten des Römischen Reiches, sondern durch die Abtötung ihrer Bedürfnisse in der Einsamkeit der Wüste erlitten wurde.
Ein französischer Ritter soll um 1070 die Reliquien des Heiligen aus Byzanz nach Frankreich in das Kloster Saint-Antoine-l’Abbaye (bei Grenoble) gebracht haben. Partikel der Reliquien finden sich unter anderen auch in Echternach, Köln (Arm- und Bartreliquie) und Florenz. Am 15. März 2017 wurde in Anwesenheit des Bischofs von Grenoble, Guy de Kerimel dem Reliquienschrein in Saint-Antoine ein Fußknochen für den Neubau der Residenz des rumänisch-orthodoxen Patriarchen in Bukarest entnommen.
Anlässlich einer Ende des 11. Jahrhunderts auftretenden, Antoniusfeuer genannten Seuche, die man später als Vergiftung durch Mutterkorn identifizierte, suchte man als Heilmittel Zuflucht bei den Reliquien des heiligen Antonius. Der daraufhin gegründete Antoniter-Orden verbreitete sich im Dienste der Krankenpflege während des Mittelalters in ganz Europa. Nach einer Blütezeit im Spätmittelalter erlitt der Orden mit der beginnenden Neuzeit und der aufkommenden Reformation einen Niedergang und erlosch. Der Orden hatte das Recht, das so genannte „Antoniusschwein“ zur Mast im Dorf auf Kosten der Allgemeinheit frei herumlaufen zu lassen. Zur Unterscheidung von den Tieren anderer Besitzer wurde ihm ein Glöckchen umgebunden, mit dem das Tier auch als Attribut des Heiligen aufscheinen kann. So wurde Antonius der Große im süddeutschen Raum auch bekannt als „Sau“- oder „Fackentoni“, in Westdeutschland als „Swinetünnes“ oder „Ferkes Tünn“. Antonius ist der Schutzpatron der Bauern und ihrer Nutztiere, aber auch der Schweinehirten und Metzger. Mit den Heiligen Quirinus, Hubertus und Cornelius gehört er zu den „vier heiligen Marschällen“ Gottes.
Auch in der französischen Fremdenlegion gilt Antonius als Schutzpatron.

Et par Saint-Antoine, vive la Légion ! Le 17 janvier, la Légion étrangère fête son patron, Saint-Antoine. Né en Égypte à Qeman, Antoine distribue tous ses biens aux pauvres, puis part vivre dans le désert en ermite et ce, dès ses 20 ans. Il devient le protecteur de nombreuses confréries et métiers. Abnégation, humilité, courage, équilibre et foi caractérisent aussi bien cet homme que les valeurs de la Légion. Son caractère de lutteur victorieux dans la vie spirituelle, d’homme qui a changé de vie pour une nouvelle, plus humble et au service de Dieu, correspond à l’image du légionnaire, cet étranger qui a abandonné son passé pour prendre un nouveau départ en s’engageant dans la Légion étrangère, au service de la France.

„Und bei St. Anton, es lebe die Legion! Am 17. Januar feiert die Fremdenlegion ihren Schutzpatron, den Heiligen Antonius. Antonius, der in Qeman in Ägypten geboren wurde, verteilte seinen ganzen Besitz an die Armen und zog mit 20 Jahren als Einsiedler in die Wüste. Er wurde zum Beschützer vieler Bruderschaften und Berufe. Selbstaufopferung, Demut, Mut, Ausgeglichenheit und Glaube kennzeichnen diesen Mann und die Werte der Legion. Sein Charakter als siegreicher Kämpfer im geistlichen Leben, als Mann, der sein Leben für ein neues, demütigeres und im Dienst Gottes geändert hat, entspricht dem Bild des Legionärs, jenes Fremden, der seine Vergangenheit aufgegeben hat, um einen neuen Anfang zu machen, indem er sich in der Fremdenlegion, im Dienst Frankreichs, engagiert.“

### Kunst

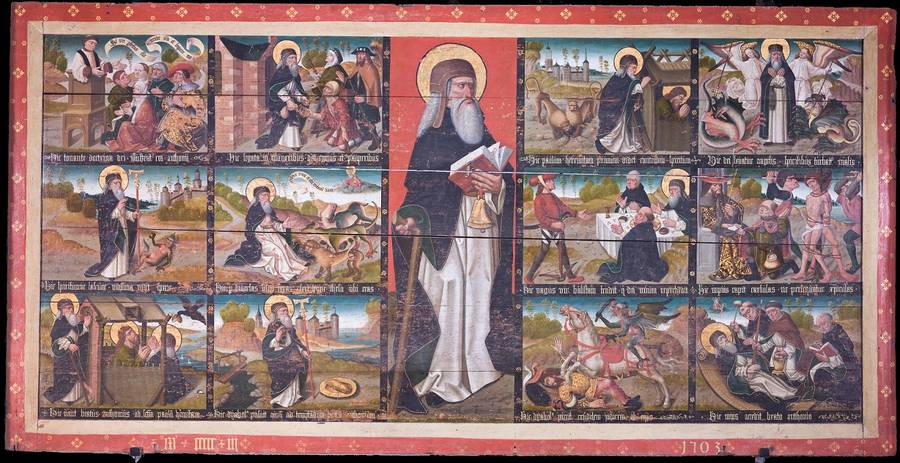
Tafel mit Szenen aus der Legende des heiligen Antonius (1503) im Lübecker Dom

Wappen von Merfeld: Antonius mit dem Schwein, Schutzheiliger gegen Seuchen bei Mensch und Tier

#### Ikonographie

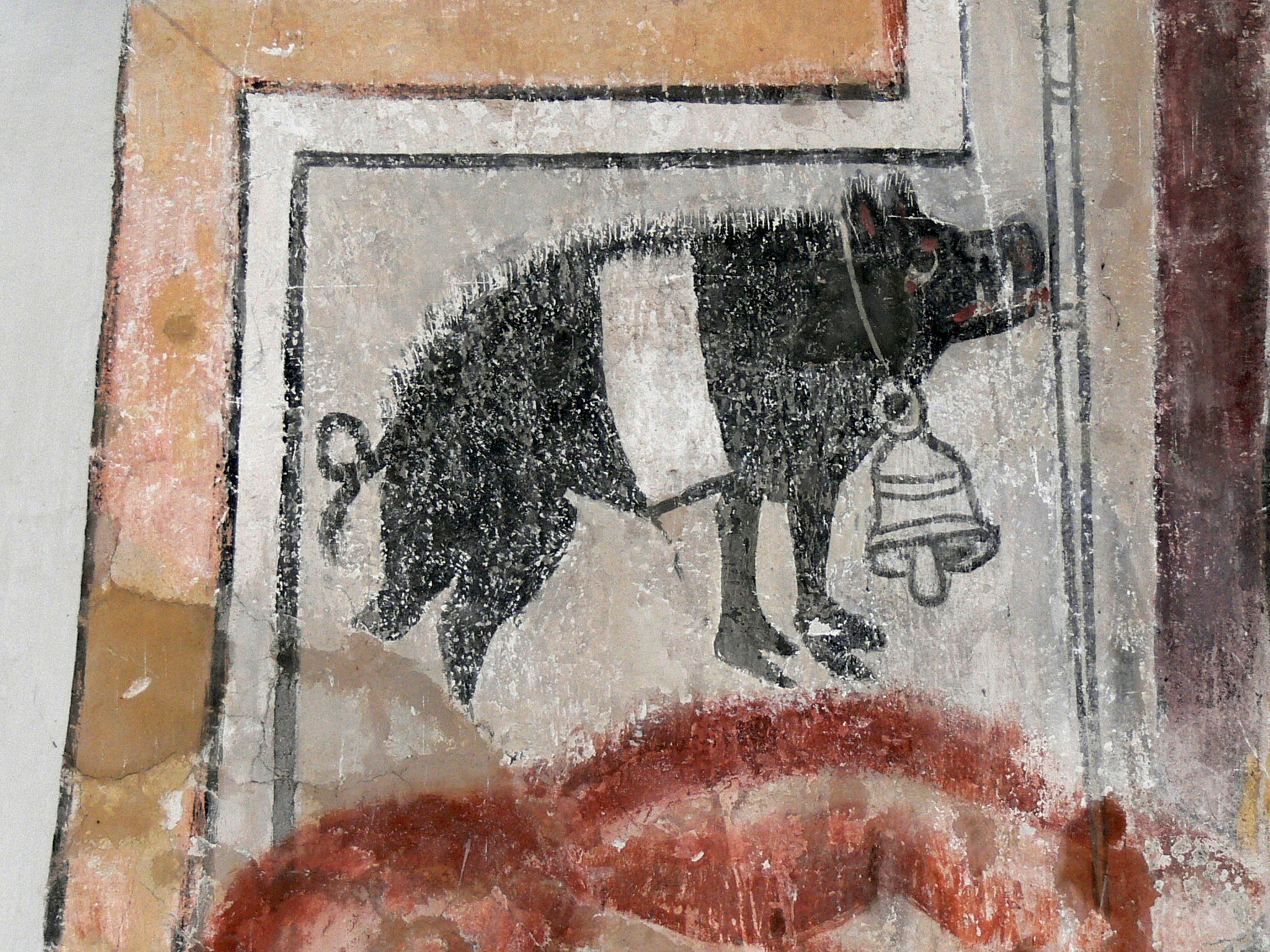
Ikonographische Attribute des heiligen Antonius (Detail einer Darstellung in Murau): Schwein und Glocke

Der heilige Antonius ist auf vielen Gemälden, als Skulptur und auf Ikonen dargestellt, oft mit Paulus von Theben. Dabei sind – neben dem Motiv der Versuchungen des heiligen Antonius (s. u.) – zwei Darstellungsweisen besonders verbreitet:
- Antonius als Lehrender mit einer Schriftrolle oder einem Buch, so z. B. auf sieben Ausbeutetalern aus den Jahren 1697 bis 1700, die Jobst Edmund von Brabeck, von 1688 bis 1702 Bischof von Hildesheim, prägen ließ.[21]
- Antonius als Schutzpatron gegen das so genannte Antoniusfeuer, weshalb der Heilige oft im Feuer stehend abgebildet wird. Seine ikonographischen Attribute sind das Tau- oder Antoniuskreuz auf seinem Habit, ein Glöckchen, ein Schwein und der T-förmige Stab. Er gilt daher auch als Patron der Landleute und Haustiere.

#### Die Versuchungen des heiligen Antonius und ihre Rezeption in Kunst und Literatur

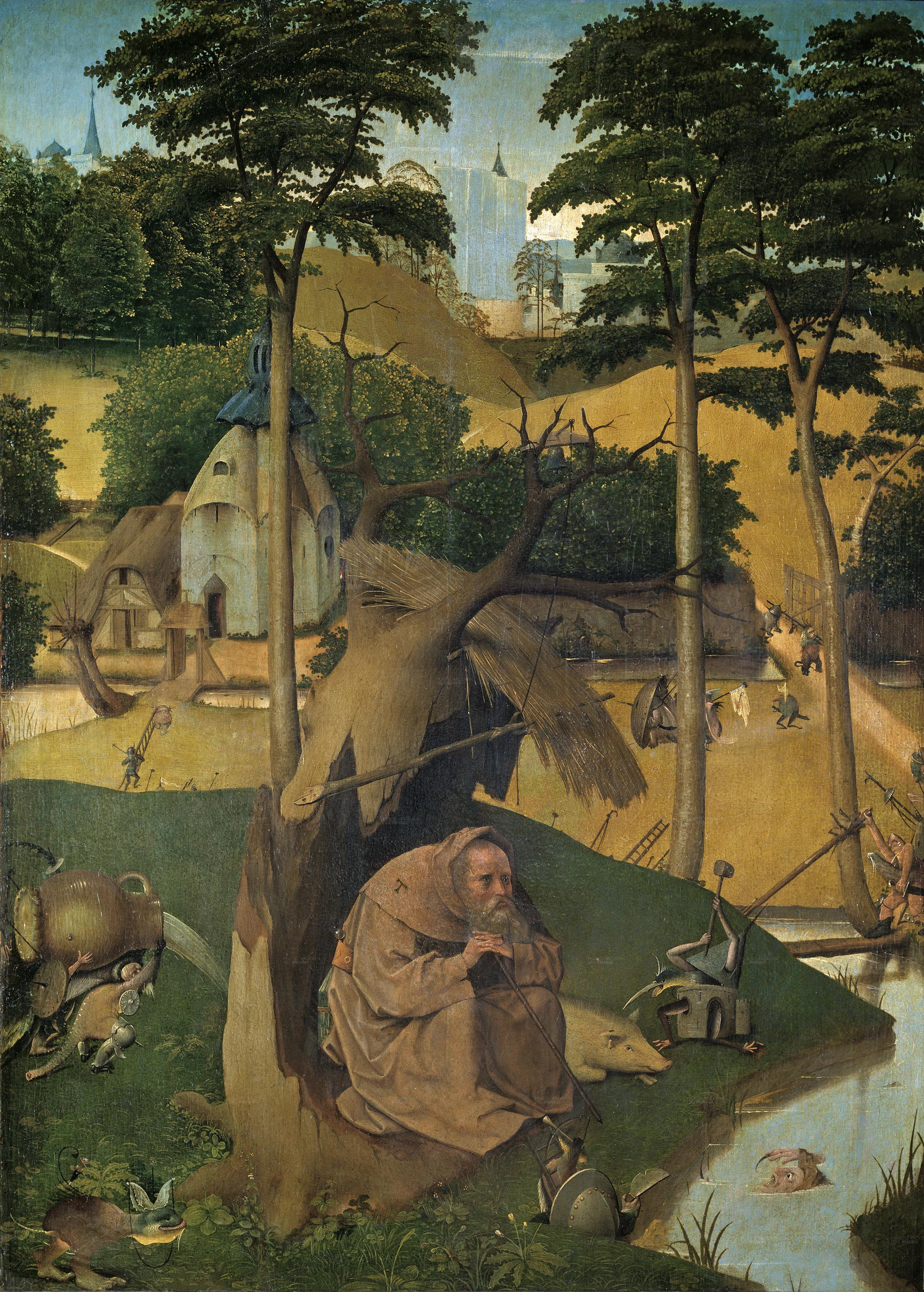
Hieronymus Bosch: Die Versuchung des heiligen Antonius, nach 1500

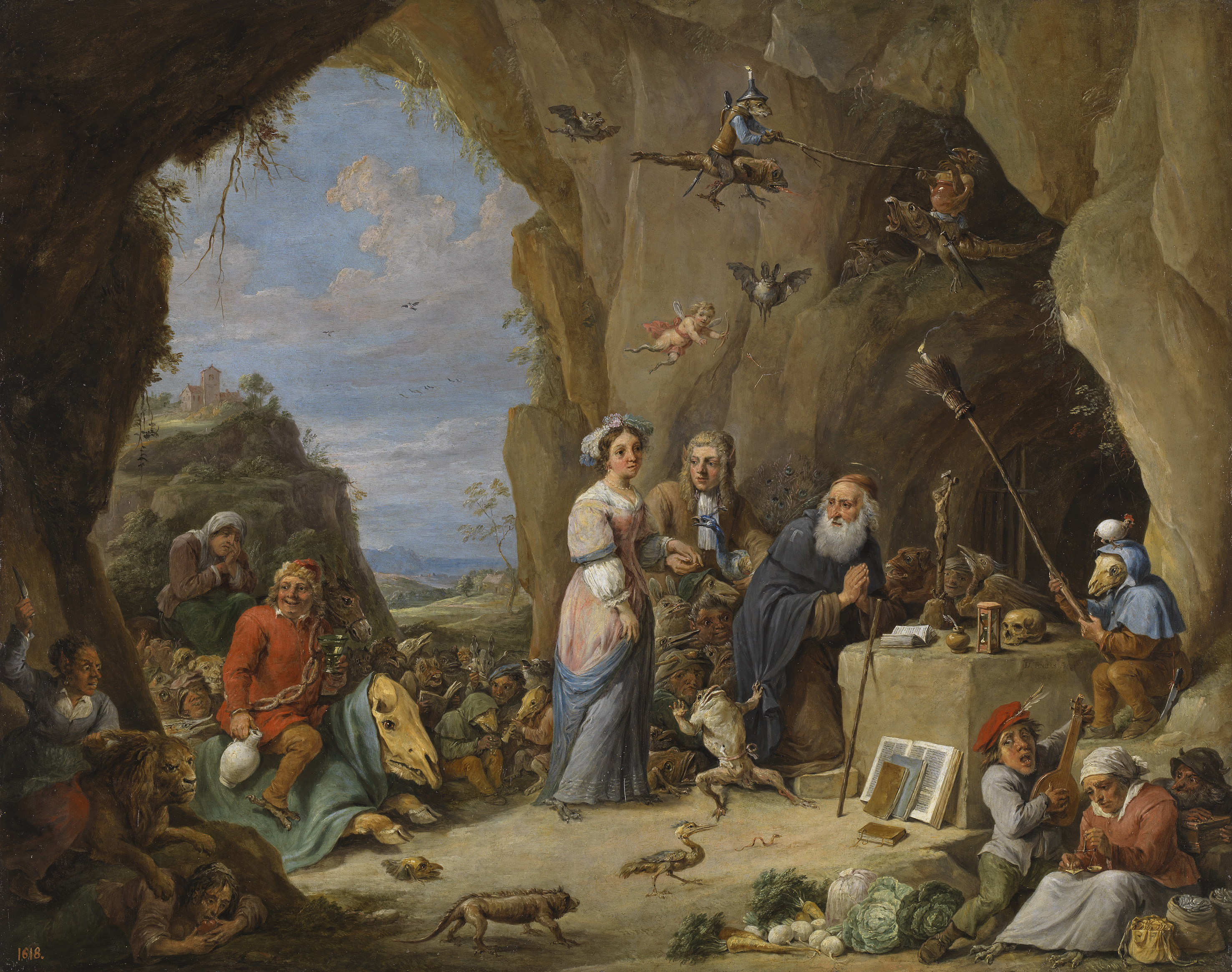
David Teniers der Jüngere: Versuchung des heiligen Antonius, zweites Drittel des 17. Jahrhunderts

Die Versuchungen des heiligen Antonius werden in der Vita Antonii und in anderen Quellen geschildert. So erscheint ihm in seinen Visionen der Teufel in menschlicher Gestalt, als schwarzer Knabe oder verführerische Frau, um ihn zur Sünde der Unzucht zu verführen, aber auch in Gestalt von dämonischen Bestien, um ihn körperlich zu quälen. Das Thema der Versuchungen und Peinigungen des heiligen Antonius ist ein häufiges Bildmotiv in der abendländischen Kunst.
Nach ersten Freskodarstellungen im 10. Jahrhundert kam es in der Buchmalerei und später im Buchdruck des Spätmittelalters zu einer ersten Häufung der Darstellung des Themas. Kurz nach 1500 waren vor allem Hieronymus Bosch (um 1450–1516) in Lissabon (Museu Nacional de Arte Antiga) und Matthias Grünewald (um 1475–1528) in Colmar (Museé d’Unterlinden) prägend. In der neueren Kunst sind die Darstellungen von Max Ernst (1891–1976) und Salvador Dalí (1904–1989), beide 1946 im Rahmen des Bel-Ami-Wettbewerbs entstanden, besonders hervorzuheben. Noch heute lassen sich viele junge Künstler, besonders die vom Surrealismus beeinflussten, vom Leben des heiligen Antonius inspirieren.
Auch in der Literatur wurden die Versuchungen des heiligen Antonius bearbeitet, so zum Beispiel von E. T. A. Hoffmann (1776–1822, Die Elixiere des Teufels, 1815/16). Das bekannteste literarische Werk ist der szenische Roman Die Versuchung des heiligen Antonius (La tentation de Saint Antoine) des französischen Schriftstellers Gustave Flaubert (1821–1880), der über lange Zeit seines literarischen Schaffens das Thema bearbeitet hat, bis im Jahr 1874 die endgültige Version (version définitive) des Romans erschien und in viele Sprachen übersetzt wurde.
In der Musik ist das Werk des deutschen Komponisten Werner Egk (1901–1983) La tentation de Saint Antoine d’après des airs et des vers du 18e siècle für Alt, Streichquartett und Streichorchester (1952; als Ballett 1969) zu nennen. Auch Paul Hindemith (1895–1963) vertonte die Versuchungen des Antonius in seiner Symphonie Mathis der Maler (1934). Im Jahr 2003 hat der US-amerikanische Autor und Regisseur Robert Wilson (1941–2025) zusammen mit der Sängerin und Komponistin Bernice Johnson Reagon im Londoner Sadler’s Wells Theater die Versuchung des heiligen Antonius als Musical nach den Texten von Gustave Flaubert auf die Bühne gebracht.

### Gedenktag
Der Gedenktag des Heiligen am 17. Januar wird in den folgenden Kirchen begangen:
- orthodoxe Kirchen (daneben auch am 18. Januar)
- armenische Kirche
- koptische Kirche
- syrisch-orthodoxe Kirche
- römisch-katholische Kirche (Gebotener Gedenktag im Allgemeinen Römischen Kalender), Chaldäisch-katholische Kirche und Katholische Ostkirchen
- evangelische Kirche in Deutschland (Gedenktag im evangelischen Namenkalender)
- anglikanische Gemeinschaft (Gedenktag im Common Worship)[23]
- Evangelisch-Lutherische Kirche in Amerika (Gedenktag im Lutheran Worship)